# Маханов, Иван Абрамович
Иван Абрамович Маханов (1901, Кинешма, Костромская губерния, Российская Империя — 28 декабря 1980, Ленинград, РСФСР, СССР) — советский конструктор артиллерийского вооружения.

## Биография
Родился в 1901 году в городе Кинешма. Участвовал в установлении Советской власти в Кинешме в 1917—1918 годах. Участник Гражданской войны на Дальнем Востоке в 1920—1922 годах. В 1922—1928 гг. являлся слушателем Артиллерийской академии имени Дзержинского. После окончания в 1928 году академии с отличием, направлен на завод «Красный Путиловец» (с 1934 г. — Кировский) инженером-конструктором артиллерийских вооружений. В 1929—1939 годах работал начальником артиллерийского опытно-конструкторского отдела Кировского завода в Ленинграде. Под руководством Маханова были разработаны принятые на вооружение РККА 76-мм танковые пушки Л-10, Л-11, казематное орудие Л-17 и ряд других артиллерийских систем.
27 июня 1939 арестован как участник «военно-фашистского заговора» Тухачевского. По версии следствия Маханов участвовал в военно-заговорщической организации, в которую вовлечен был в 1935 году самим Тухачевским, был агентом германской разведки, систематически передавал ей секретные конструктивные и баллистические данные о новых образцах артиллерийского вооружения, изготовляемого на Кировском заводе, занимался саботажем.
06 июля 1941 осужден Военной коллегией Верховного суда СССР по статье 58-7-11 УК РСФСР на 20 лет лишения свободы с поражением в правах на пять лет и конфискацией имущества. Содержался в Вятских, Карагандинских, Коми лагерях. В 1942—1945 гг. на базе ремонтно-механического завода в Караганде организовал изготовление мин. В 1945—1951 гг., находясь в заключении, работал в Особом конструкторском бюро (ОКБ-172) МВД в Ленинграде, выполняя конструкторские разработки по заданиям Министерства вооружения СССР. Освобожден 18.11.1954 условно-досрочно по определению Верховного суда Коми АССР от 16.11.1954. 12 ноября 1955 года дело прекращено за отсутствием состава преступления, Маханов был реабилитирован и восстановлен в звании инженер-полковника, ему был возвращен орден Красной Звезды.
Скончался 28 декабря 1980 года и был похоронен на Северном кладбище в поселке Парголово в Выборгском районе Ленинграда.

## Награды
- Орден Красной Звезды (1933)[1]

## Семья
Жена — Маханова (Володько) Станислава Антоновна (15.09.1909 г, Санкт-Петербург — 04.05.1968 г, Ленинград). Работала в конструкторском бюро Кировского завода. В 1941 г. была репрессирована из-за ареста мужа и сослана в Кировскую область, после войны в Новосибирскую область. Реабилитирована в 1954 г.
Сын — Маханов Станислав Иванович (родился 29.04.1933). Сохранил рукописные воспоминания своего отца, о работе на Кировском заводе в 30-е годы и последующих годах в заключении. Опубликован отрывок из воспоминаний «В Сухановcкой тюрьме»